# شاریا (عراق)
شاریا یک منطقهٔ مسکونی در عراق است که در شهرستان سمیل واقع شده‌است.